# Равницкий, Иехошуа Хоне

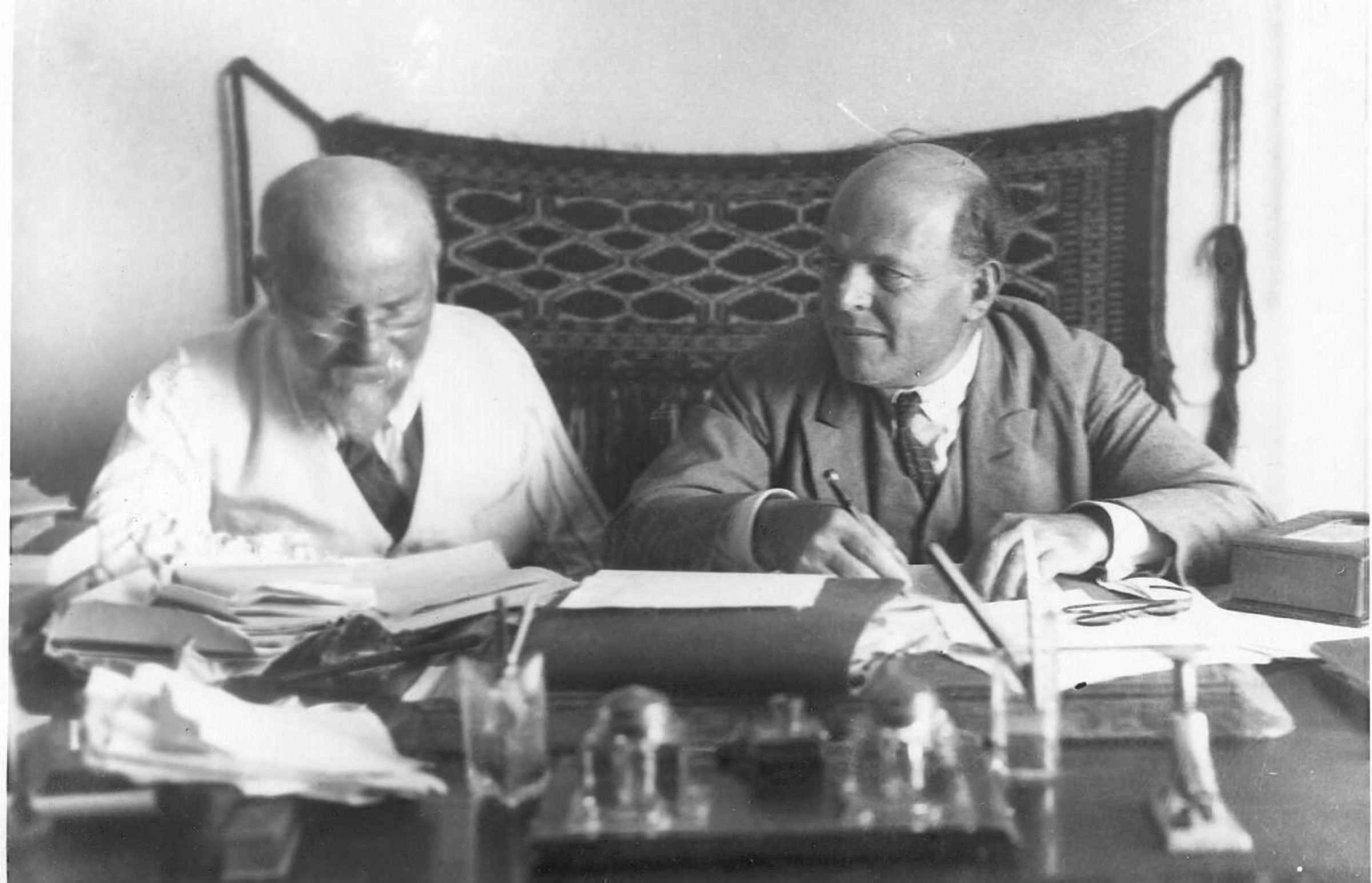
Х. Бялик и И. Равницкий (слева)

Иехошуа Хоне Равницкий (ивр. יהושֻע חנא רַבְֿניצקי‎) — еврейский писатель, публицист, редактор и издатель, журналист. Писал на иврите и идиш.

## Биография

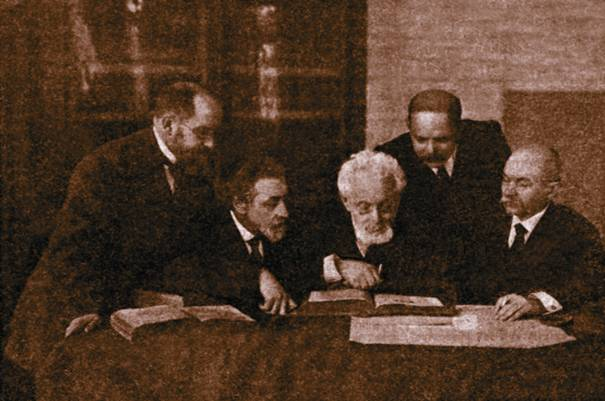
И. Равницкий в группе еврейских литераторов: И. Равницкий, С. Ан-ский, Менделе Мойхер-Сфорим, Х.-Н. Бялик, С. Г. Фруг, 1910-е годы.

Родился в бедной семье в Одессе в 1859 году. Учился в хедере и иешиве. Самостоятельно изучил французский и немецкий языки.
Дебютировал, как публицист в газете «Ха-Кол» в Кёнигсберге, в конце 1870-х годов сотрудничал в разных еврейских изданиях, где большинство статей подписывал псевдонимами Бар-Кацин или Рабби Кацин.
Примкнув к движению «Ховевей Цион», написал об идеологии движения ряд статей на иврите и идиш, а в 1887 году выпустил палестинофильский сборник «Дер идишер векер» (с идиш — «Еврейский будильник»). В начале 1890-х годов сотрудничал под псевдонимом «Eldod u-Medod» в сборниках Шолом-Алейхема «Ди идише фолксбиблиотек». В 1892 году совместно с ним опубликовал серию литературно-критических статей в газете «Ха-Мелиц», выступив против «бульварной» литературы Шомера (Н. М. Шайкевича) и других авторов. В том же году в Одессе начал выпускать литературные сборники «Ха-Пардес» (вышли три тома, 1892—1896 годы), в которых печатались Ахад-ха-‘Ам, Менделе Мохер Сфарим, С. Дубнов и другие; здесь же дебютировал Х. Н. Бялик стихотворением «Эл ха-циппор».
Сборники Равницкого явились первыми выразителями духовного сионизма. В 1899 году редактировал двухнедельник на идиш «Дер ид» («Der Jud»). Выпустил также ряд брошюр и сборников для детского чтения (Peninim mi-Jam ha-Talmud, Ha-Abib и др.). В 1901 году основал издательство «Мория» (совместно с Х. Н. Бяликом и С. Бен-Ционом), выпускавшее в Одессе почти 20 лет книги и брошюры для еврейского народного самообразования. Сотрудничество с Х. Бяликом давало мощный импульс литературной деятельности Равницкого, в 1908—1910 годах они совместно выпустили сборник «Сефер ха-аггада» в 6 томах (русский перевод «Аггада. Сказания, притчи, изречения Талмуда и Мидрашей», Берлин, 1922 год; из четырех задуманных частей вышло две части; переиздано — Иерусалим, 1972 и 1989 годы). Этот сборник сыграл огромную роль в распространении еврейского фольклора древнего и частично средневекового периода среди молодого поколения читателей, владевших ивритом, но получивших светское образование.
В 1921 году Равницкий переехал в Эрец-Исраэль (Палестину), где принял участие в основании и деятельности издательства «Двир» (совместно с Бяликом и Шмария Левином, Берлин; с 1924 года в Тель-Авиве), где выпустил комментированные издания произведений Моше Ибн Эзры и Шломо ибн Габироля (при участии Бялика). В последующие годы Равницкий опубликовал двухтомник своих статей и воспоминаний о Менделе Мохер Сфариме, Шалом-Алейхеме, Бялике и других современных ему писателях под названием «Дор ве-софрав» (с ивр. — «Поколение и его писатели»; 2 тома, 1926—1937 годы), дающий яркое представление о литературной эпохе конца XIX — начала XX века. Проблемам еврейского образования и воспитания молодежи Равницкий посвятил сборник «Михтавим ле-ват Исраэль» (с ивр. — «Письма к дочери Израиля»; 2-е издание — 1923 год). Избранные статьи Равницкого были изданы в начале 1960-х годов отдельной книгой «Бе-ша‘арей сефер» (с ивр. — «У врат книги»), в которой прослеживается творческий путь писателя и публициста.
Умер в Тель-Авиве в 1944 году. Похоронен на кладбище Трумпельдор.